# Seznam španskih književnikov
Seznam španskih književnikov je krovni seznam.

## Seznami
- seznam španskih dramatikov
- seznam španskih literarnih kritikov
- seznam španskih pesnikov
- seznam španskih pisateljev
- seznam španskih prevajalcev
- seznam španskih scenaristov